# صندوق بازنشستگی کارکنان فولاد
مؤسسه صندوق حمایت و بازنشستگی کارکنان فولاد، یکی از صندوق‌های بازنشستگی در ایران است که در سال ۱۳۵۳ تأسیس شده و زیر نظر شرکت ملی فولاد ایران قرار دارد که این صندوق منتقل به وزارت تعاون، کار و رفاه اجتماعی شده است  همچنین ۲۰٪ از مالکیت این صندوق در اختیار سازمان توسعه و نوسازی معادن و صنایع معدنی ایران (ایمیدرو) قرار دارد. از این صندوق به عنوان یکی از «بازیگران اصلی بورس اوراق بهادار تهران» نام برده می‌شود.
در حال حاضر بیش از ۹۰ هزار نفر بازنشسته مستمری‌بگیر این صندوق هستند، که بسیاری در شرکت سهامی ذوب‌آهن اصفهان و شرکت فولاد مبارکه اصفهان کار می‌کرده‌اند. این در حالی است که این صندوق تنها ۱۲ هزار نفر بیمه‌شده دارد. از سال ۱۳۸۶ به بعد تمامی استخدام‌شدگان در صنعت فولاد به جای این صندوق در سازمان تأمین اجتماعی بیمه شده‌اند.
این صندوق سهامدار تعداد زیادی شرکت است، اما در دهه ۹۰ دچار مشکل مالی شده و برخی از کارشناسان نسبت به احتمال ورشکستگی آن در آینده هشدار می‌دهند. اثرات ناشی از این مشکلات مالی بر اقتصاد و جامعه ایران باعث شده که این مسئله به یکی از چالش‌های سیاسی-اقتصادی دولت ایران تبدیل شود.

## شرکت‌های تابعه
| نام                                   | درصد مالکیت |
| ------------------------------------- | ----------- |
| شرکت خدمات عمومی فولاد                | ۹۹٫۷۳٪      |
| شرکت توسعه مرآت کیش                   | ۱۰۰٪        |
| شرکت معادن اسفندقه                    | ۵۰٫۹۳٪      |
| شرکت صنعتی فروکروم بافت               | ۶۱٫۹۹٪      |
| شرکت فناوران صندوق بازنشستگی          | ۵۹٫۳۵٪      |
| شرکت سی‌ولکس کالا                      | ۳۰٪         |
| صندوق سرمایه‌گذاری مشترک حافظ          | ۱۷٫۵۰٪      |
| شرکت خدمات بیمه‌ای حامی اعتماد آینده   | ۱۷٫۵۰٪      |
| سلامت بهداشت و درمان صنعت و معدن نوین | ۱۰۰٪        |
| شرکت دخانیات ایران                    | ۵۵٪         |
| شرکت سنگ آهن مرکزی ایران              | ۶۷٫۹۲٪      |
| شرکت صنایع زغال‌سنگ کرمان              | ۱۰۰٪        |
| شرکت زغال‌سنگ پرورده طبس               | ۱۰۰٪        |
| شرکت فراورده‌های نسوز آذر              | ۱۵٫۸۰٪      |
| شرکت سهامی آلومینیوم ایران            | ۱۹٫۵۴٪      |
| شرکت مجتمع فولاد خراسان               | ۱۷٫۲۹٪      |
| شرکت فولاد آلیاژی ایران               | ۲۰٫۰۸٪      |
| ذوب‌آهن اصفهان                         | ۱۷٪         |
| سایپا                                 | ۱۷٫۵۰٪      |
| بانک سامان                            | ۵٪          |
| شرکت سرمایه‌گذاری توسعه معادن و فلزات  | ۱۵٫۸۰٪      |

## تعویق پرداخت حقوق
این صندوق در سال‌های گذشته بارها در پرداخت مستمری بازنشستگان به مشکل فقدان منابع مالی خورده و این مسئله موجب شده که بازنشستگان آن بارها دست به تظاهرات اعتراضی بزنند. در برخی از این اعتراضات شمار شرکت‌کنندگان تا ۳۰۰۰ نفر نیز رسیده‌است.
برخی از این موارد به شرح زیر هستند:
- بهمن ۱۳۹۷[۱۰]
- بهمن ۱۳۹۶[۱۱]
- شهریور ۱۳۹۶[۱۲]
- اسفند ۱۳۹۴ تا اردیبهشت ۱۳۹۵[۱۳][۱۴]
- دی ۱۳۹۴[۱۵]
- خرداد ۱۳۹۴[۱۶]
- شهریور تا آذر ۱۳۹۲[۱۷]
- آذر ۱۳۹۱[۱۸]

## مصوبات مجلس

### انتقال به وزارت کار
در اردیبهشت ۱۳۹۱، مجلس شورای اسلامی با ۱۶۱ رای موافق، ۴۲ رای مخالف و ۶ ممتنع از مجموع ۲۳۲ نماینده حاضر با انتزاع این صندوق از وزارت صنعت، معدن و تجارت و انتقال آن به وزارت تعاون، کار و رفاه اجتماعی موافقت کردند. این تصمیم در بررسی بخش هزینه‌ای لایحه بودجه ۱۳۹۱ کل کشور گرفته‌شد.
همچنین در دی ۱۳۹۵، نمایندگان در جریان بررسی ماده ۱۳ برنامه ششم توسعه، با ۱۶۱ رای موافق، ۴۲ رای مخالف و ۶ ممتنع از مجموع ۲۳۲ نماینده حاضر مقرر شد این صندوق با حفظ موقعیت مستقل خود به وزارت کار انتقال یابد.

### طرح ادغام با صندوق بازنشستگی کشوری
در سال ۱۳۹۶ طرح ادغام این صندوق با صندوق بازنشستگی کشوری در صحن علنی مجلس شورای اسلامی مطرح شد اما در پایان، از ۲۲۳ نماینده حاضر در مجلس با ۷۶ رای موافق، ۹۹ رای مخالف و ۹ رای ممتنع با دو فوریت این طرح مخالفت کردند. یک فوریت نیز با ۶۶ رای موافق، ۱۰۲ رای مخالف و ۱۰ رای ممتنع از مجموع ۲۲۵ نماینده حاضر به تصویب نرسید طرح به کمیسیون مربوط ارجاع گردید.